# Сан-Карлос (Фолклендские острова)

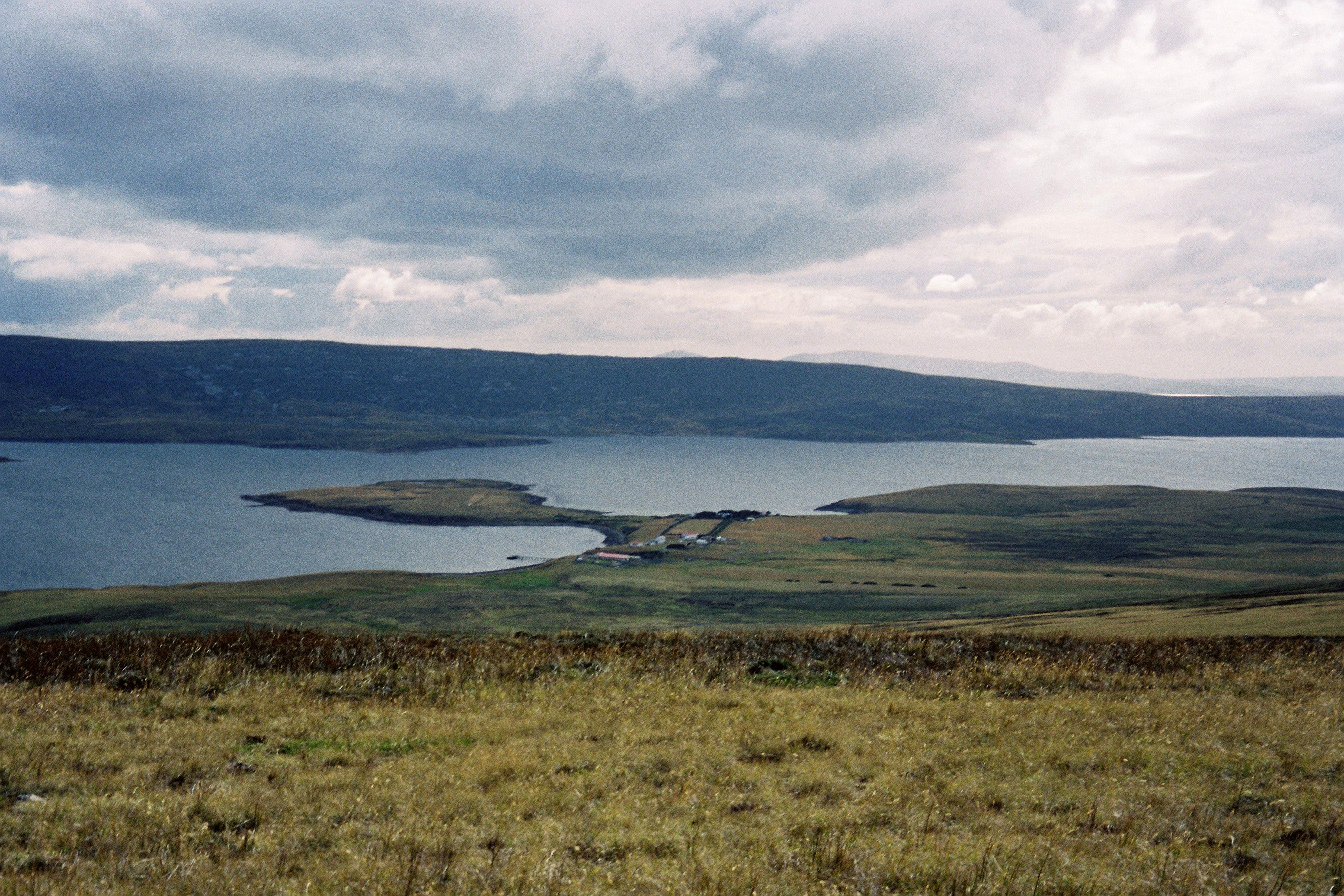
Поселок Сан-Карлос

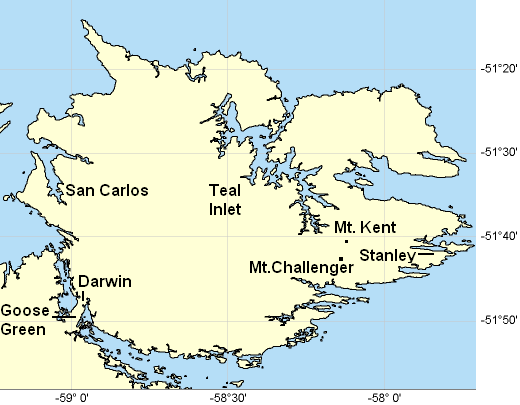
Сан-Карлос и северная часть Восточного Фолкленда

Сан-Карлос — посёлок на северо-западе острова Восточный Фолкленд, лежащий к югу от Порт-Сан-Карлос на побережье залива Сан-Карлос-Уотер. Известен также как «JB» по имени бывшего владельца, Джека Боннера.
Поселение состоит из ряда объектов, включая жилые дома с небольшим кафе. Имеется небольшой музей, посвящённый Фолклендской войне, а также местной природе и культуре.

## История
Назван в честь корабля Сан-Карлос, который побывал здесь в 1768 году. Быстрый рост поселения отмечался в начале XX века, когда здесь находился завод по заморозке овечьих туш.
Сан-Карлос был главным британским плацдармом во время Фолклендской войны, в военных сообщениях он фигурировал под кодовым названием «Голубой пляж» (Blue Beach).
В поселении находится музей и Военное кладбище «Блю Бич».